# Antoine André Louis Reynaud
Antoine André Louis Reynaud (1771 – 1844) va ser un matemàtic francès.

## Vida i Obra
Fill d'un conegut advocat del Parlament de París, ja es va distingir de ben jove escrivint poemes i drames. Va ser un entusiasta defensor dels principis de la Revolució Francesa i el 1790 es va allistar a la Guàrdia Nacional amb la intenció de fer una carrera militar, però finalment, seguint els desitjos de la seva família, va ingressar en el Departament de Comptabilitat Nacional.
Quatre anys després, el 1796, avorrit de la seva feina, es matricula a l'École polytechnique, on es gradua el primer de la classe el 1799. Després de donar classes a un institut de secundària, a partir de 1800, dona classes a l'École polymatique, una escola fundada per a preparar els alumnes que volien ingressa a l'École polytechnique. A partir de 1804 serà professor de l'École polytechnique, ocupant diferents llocs fins al 1814. Els darrers cursos, la seva docència és tan mediocre que els alumnes van enviar una delegació a Louis Poinsot (a qui havia substituït) demanant-li que tornès. Els darrers anys de la seva vida, estarà a l'École Navale Militaire de Brest.
Reynaud va escriure nombrosos llibres i va fer d'editor de llibres escrits per altres matemàtics. Entre les seves obres es poden destacar les següents (que són les que més influència van tenir):
- 1804 - Traité d'arithmétique à l'usage des ingénieurs du cadastre
- 1805 - Trigonométrie analytique précedée de la théorie des logarithmes
- 1810 - Elémens d'algèbre
- 1810 - Traité d'arithmétique à l'usage de la marine et de l'artillerie
- 1811 - Traité d'arithmétique, a l'usage des élèves qui se destinent a l'École Polytechnique
- 1823 - Problèmes et développemens sur diverses parties des mathématiques
- 1838 - Traité élémentaire de statistique

Reynaud va ser el primer matemàtic a fer una anàlisi explícita de l'algorisme d'Euclides, probablement sota la influència de Gaspard de Prony que havia hagut d'utilitzar diversos algorismes per poder elaborar les seves taules de logaritmes.